# Rush Hour (Film)
Rush Hour ist eine US-amerikanische Actionkomödie mit Jackie Chan und Chris Tucker, die im Jahr 1998 in den USA gedreht wurde. Dem ersten Film folgten die beiden Fortsetzungen Rush Hour 2 (2001) und Rush Hour 3 (2007). 2016 entstand eine auf der Filmreihe basierende US-amerikanische Fernsehserie.

## Handlung
Soo Yung, die 11-jährige Tochter des chinesischen Konsuls in Los Angeles, Konsul Han, wird entführt. Das FBI übernimmt den Fall; jedoch besteht der Konsul darauf, dass auch einer seiner Landsleute – Detective Inspector Lee – an den Ermittlungen beteiligt wird. Um den Konsul nicht vor den Kopf zu stoßen, aber gleichzeitig mit seinem Team ungestört arbeiten zu können, entscheidet der FBI-Einsatzleiter, dass ein Mann abkommandiert wird, um den chinesischen Polizisten aus der eigentlichen Arbeit herauszuhalten. Für diese Rolle bekommt er vom LAPD-Detective James Carter zugewiesen, der zuvor durch unüberlegte Arbeit bei seinem Chef in Ungnade gefallen war.
Als Carter erfährt, dass er in dem groß angekündigten Fall lediglich „babysitten“ soll, beschließt er, auf eigene Faust zu ermitteln. Über Kontakte im Milieu bringen er und Lee in Erfahrung, dass ein Mann namens „Juntao“ in Chinatown durch auffällige Waffenkäufe in Erscheinung tritt und man ihn im 'Foo Chow' Restaurant antreffen könne. Carter und Lee fahren zum Restaurant zu einem Zeitpunkt, als (ohne ihr Wissen) die Lösegeldübergabe kurz bevor steht. Nach Kämpfen im Restaurant können die führenden Köpfe mit Soo Yung entkommen, kurz bevor das FBI eintrifft. Die beiden werden offiziell vom Fall suspendiert und Lee zurück nach Hongkong geschickt. Allerdings kann Carter ihn am Flughafen überreden, um des Mädchens willen vor Ort zu bleiben.
Eine weitere Geldübergabe wird am Rande einer Ausstellung chinesischer Kunst angesetzt. Es sind einige bewaffnete Männer von Juntao vor Ort, ebenso wie FBI-Agenten und Carter und Lee, unterstützt von Carters Ex-Partnerin Johnson, die sich mit Sprengstoff auskennt. Diese kann Soo Yung von einem Sprengstoffgürtel befreien, während es zu einer großen Schießerei kommt. Am Ende sind die Bösewichte tot und Konsul Han hat seine Tochter wieder.

## Synchronisation
Die Synchronisation übernahm die FFS Film- & Fernseh-Synchron in Berlin, nach einem Dialogbuch und unter der Dialogregie von Oliver Rohrbeck.
| Rolle                   | Darsteller        | Synchronsprecher    |
| ----------------------- | ----------------- | ------------------- |
| Chief Inspector Lee     | Jackie Chan       | Stefan Gossler      |
| Detective James Carter  | Chris Tucker      | Torsten Michaelis   |
| Konsul Han              | Tzi Ma            | Wolfgang Condrus    |
| Detective Tania Johnson | Elizabeth Peña    | Martina Treger      |
| Thomas Griffin/Juntao   | Tom Wilkinson     | Frank-Otto Schenk   |
| Clive Cod               | Chris Penn        | Tobias Meister      |
| FBI-Agent Warren Russ   | Mark Rolston      | Lutz Riedel         |
| FBI-Agent Dan Whitney   | Rex Linn          | Helmut Gauß         |
| Sang                    | Ken Leung         | Oliver Rohrbeck     |
| Stucky                  | John Hawkes       | Viktor Neumann      |
| Captain William Diel    | Philip Baker Hall | Hermann Ebeling     |
| Soo Yung Han            | Julia Hsu         | Marie-Luise Schramm |
| Luke Carter             | Clifton Powell    | Martin Keßler       |

## Rezeption

### Kritiken
„Überdrehte Polizei- und Buddy-Komödie nach bekannten Mustern, die den Aktionsradius von Actionstar Jackie Chan einengt und seine eigenwillige Komik für ein amerikanisches Publikum genießbar macht.“

„Er fühle sich wie ein neugeborenes Baby, frohlockt Jackie Chan. Für ihn ist ein Traum in Erfüllung gegangen, er hat erreicht, was seinem Idol Bruce Lee nie gelungen ist: Er wurde mit diesem Film ein Hollywood-Star. […] Bis an diese Grenzen mußte Jackie für ‚Rush Hour‘ nicht mehr gehen. Bei seinen Kämpfen wird er in puncto Härte und Akrobatik weniger gefordert als früher. […] Hochamüsantes Action-Feuerwerk.“

„Wer auf Action-Komödien steht, sollte sich diesen Film nicht entgehen lassen. Ohne viel Tiefgang bieten sich dem Zuschauer genug Gags und fliegende Fäuste für einen unterhaltenden Abend. Der Soundtrack tut sein Übriges dazu und die Songs (wie ‚Can I get a‘ von Jay-Z) funktionieren an den richtigen Stellen. Kurzum: Was für die asiatischen Chan-Fans zu wenige Kampfeinlagen bot, ist für die westliche Fangemeinde eine gute Mischung zwischen ‚Lethal Weapon‘ und dem ‚Beverly Hills Cop‘ mit einem Schuss asiatischem Flair – selbst wenn die Qualität der genannten Referenzen nie erreicht wird.“

### Einspielergebnis
Der Film konnte bei einem Budget von etwa 33 Millionen US-Dollar ein Einspielergebnis von rund 245 Millionen US-Dollar erzielen.

### Auszeichnungen
- Bogey Award 1999: Bogey in Silber
- Goldene Leinwand 1999
- MTV Movie Awards 1999: Bestes Film-Duo für Jackie Chan und Chris Tucker.
- Blockbuster-Entertainment-Award 1999: Bestes Duo in einem Abenteuerfilm
- ALMA Awards 1999: Beste Darstellerin in einem Spielfilm für Elizabeth Pena
- BMI Film and TV Award 1999: BMI Film Music Award für Lalo Schifrin

## Fortsetzungen
Der Film wurde 2001 mit Rush Hour 2 und 2007 mit Rush Hour 3 fortgesetzt.